# Tiro com arco nos Jogos Paralímpicos de Verão de 2012 - Recurvo por equipes masculinas
As provas de arco recurvo por equipes masculinas do tiro com arco nos Jogos Paralímpicos de Verão de 2012 foram disputadas entre os dias 30 de agosto e 5 de setembro no The Royal Artillery Barracks, em Londres. Participaram desta prova equipes nacionais formadas por atletas de diferentes classes, como ST, W1 e W2.

## Medalhistas
|  | RUS Rússia                                 |  | KOR Coreia do Sul                       |  | CHN China                           |
|  | Mikhail Oyun Oleg Shestakov Timur Tuchinov |  | Jung Young-Joo Kim Suk-Ho Lee Myeong-Gu |  | Cheng Changjie Dong Zhi Li Zongshan |

## Equipes
| Atleta         | Classe |
| -------------- | ------ |
| Cheng Changjie | W2     |
| Dong Zhi       | ST     |
| Li Zongshan    | ST     |

| Atleta         | Classe |
| -------------- | ------ |
| Kenny Allen    | ST     |
| Paul Browne    | W2     |
| Phil Bottomley | ST     |

| Atleta               | Classe |
| -------------------- | ------ |
| Amin Alikhani Nezhad | ST     |
| Ebrahim Ranjbarkivaj | W2     |
| Roham Shahabipour    | W2     |

| Atleta             | Classe |
| ------------------ | ------ |
| Mario Esposito     | ST     |
| Oscar De Pellegrin | W2     |
| Vittorio Bartoli   | W2     |

| Atleta         | Classe |
| -------------- | ------ |
| Jung Young-Joo | W2     |
| Kim Suk-Ho     | ST     |
| Lee Myeong-Gu  | W2     |

| Atleta                     | Classe |
| -------------------------- | ------ |
| Hasihin Sanawi             | W2     |
| Mohd Zafi Rahman Mat Saleh | W2     |
| Zulkifli Mat Zin           | W2     |

| Atleta         | Classe |
| -------------- | ------ |
| Mikhail Oyun   | ST     |
| Oleg Shestakov | ST     |
| Timur Tuchinov | ST     |

| Atleta         | Classe |
| -------------- | ------ |
| Chung Hua-chen | W2     |
| Tseng Lung-hui | W2     |
| Yang Ching-jen | ST     |

| Atleta        | Classe |
| ------------- | ------ |
| Oğuzhan Polat | ST     |
| Özgür Özen    | W2     |
| Zafer Korkmaz | ST     |

| Atleta       | Classe |
| ------------ | ------ |
| Roman Chayka | ST     |
| Taras Chopyk | W2     |
| Yuriy Kopiy  | ST     |

## Resultados

### Fase de qualificação
| Pos. | País              | Atletas                                                     | Pontos |
| ---- | ----------------- | ----------------------------------------------------------- | ------ |
| 1    | GBR Grã-Bretanha  | Kenny Allen Paul Browne Phil Bottomley                      | 1879   |
| 2    | RUS Rússia        | Mikhail Oyun Oleg Shestakov Timur Tuchinov                  | 1869   |
| 3    | CHN China         | Cheng Changjie Dong Zhi Li Zongshan                         | 1858   |
| 4    | IRI Irã           | Amin Alikhani Nezhad Ebrahim Ranjbarkivaj Roham Shahabipour | 1839   |
| 5    | KOR Coreia do Sul | Jung Young-Joo Kim Suk-Ho Lee Myeong-Gu                     | 1811   |
| 6    | ITA Itália        | Mario Esposito Oscar De Pellegrin Vittorio Bartoli          | 1778   |
| 7    | TUR Turquia       | Oğuzhan Polat Özgür Özen Zafer Korkmaz                      | 1773   |
| 8    | TPE Taipé Chinês  | Chung Hua Chen Tseng Lung Hui Yang Ching Jen                | 1768   |
| 9    | UKR Ucrânia       | Roman Chayka Taras Chopyk Yuriy Kopiy                       | 1720   |
| 10   | MAS Malásia       | Hasihin Sanawi Mohd Zafi Rahman Mat Saleh Zulkifli Mat Zin  | 1612   |

### Fase eliminatória
|  | Oitavas de final | Oitavas de final | Oitavas de final  |                  |             | Quartas de final | Quartas de final | Quartas de final |     |   | Semifinais          | Semifinais          | Semifinais          |                     |     | Final | Final     | Final |
|  |                  |                  |                   |                  |             |                  |                  |                  |     |   |                     |                     |                     |                     |     |       |           |       |
|  |                  |                  |                   |                  |             |                  |                  |                  |     |   |                     |                     |                     |                     |     |       |           |       |
|  |                  | 1                | GBR Grã-Bretanha  | 195              |             |                  |                  |                  |     |   |                     |                     |                     |                     |     |       |           |       |
|  |                  |                  |                   | 195              |             |                  |                  |                  |     |   |                     |                     |                     |                     |     |       |           |       |
|  |                  |                  | 8                 | TPE Taipé Chinês | 179         |                  |                  |                  |     |   |                     |                     |                     |                     |     |       |           |       |
|  | 8                | TPE Taipé Chinês | 8                 | TPE Taipé Chinês | 179         | 194              |                  |                  |     |   |                     |                     |                     |                     |     |       |           |       |
|  | 8                | TPE Taipé Chinês |                   |                  |             | 194              |                  |                  |     |   |                     |                     |                     |                     |     |       |           |       |
|  | 9                | UKR Ucrânia      | 183               |                  |             |                  |                  |                  |     |   |                     |                     |                     |                     |     |       |           |       |
|  | 9                | UKR Ucrânia      | 183               |                  |             |                  |                  |                  |     | 1 | GBR Grã-Bretanha    | 190                 |                     |                     |     |       |           |       |
|  |                  |                  |                   |                  |             |                  |                  |                  |     | 1 | GBR Grã-Bretanha    | 190                 |                     |                     |     |       |           |       |
|  |                  | 5                | KOR Coreia do Sul | 197              |             |                  |                  |                  |     |   |                     |                     |                     |                     |     |       |           |       |
|  |                  | 5                | KOR Coreia do Sul | 197              |             |                  |                  |                  |     |   |                     |                     |                     |                     |     |       |           |       |
|  |                  |                  |                   |                  |             |                  |                  |                  |     |   |                     |                     |                     |                     |     |       |           |       |
|  |                  |                  |                   |                  |             |                  |                  |                  |     |   |                     |                     |                     |                     |     |       |           |       |
|  |                  | 5                | KOR Coreia do Sul | 195              |             |                  |                  |                  |     |   |                     |                     |                     |                     |     |       |           |       |
|  |                  |                  |                   | 195              |             |                  |                  |                  |     |   |                     |                     |                     |                     |     |       |           |       |
|  |                  |                  | 4                 | IRI Irã          | 192         |                  |                  |                  |     |   |                     |                     |                     |                     |     |       |           |       |
|  |                  |                  | 4                 | IRI Irã          | 192         |                  |                  |                  |     |   |                     |                     |                     |                     |     |       |           |       |
|  |                  |                  |                   |                  |             |                  |                  |                  |     |   |                     |                     |                     |                     |     |       |           |       |
|  |                  |                  |                   |                  |             |                  |                  |                  |     |   |                     |                     |                     |                     |     |       |           |       |
|  |                  |                  |                   |                  |             |                  |                  |                  |     |   |                     | 5                   | KOR Coreia do Sul   | 200                 |     |       |           |       |
|  |                  |                  |                   |                  |             |                  |                  |                  |     |   |                     |                     |                     |                     |     |       |           |       |
|  |                  | 2                | RUS Rússia        | 206              |             |                  |                  |                  |     |   |                     |                     |                     |                     |     |       |           |       |
|  |                  | 2                | RUS Rússia        | 206              |             |                  |                  |                  |     |   |                     |                     |                     |                     |     |       |           |       |
|  |                  |                  |                   |                  |             |                  |                  |                  |     |   |                     |                     |                     |                     |     |       |           |       |
|  |                  |                  |                   |                  |             |                  |                  |                  |     |   |                     |                     |                     |                     |     |       |           |       |
|  |                  | 3                | CHN China         | 194              |             |                  |                  |                  |     |   | Disputa pelo bronze | Disputa pelo bronze | Disputa pelo bronze | Disputa pelo bronze |     |       |           |       |
|  |                  |                  |                   | 194              |             |                  |                  |                  |     |   | Disputa pelo bronze | Disputa pelo bronze | Disputa pelo bronze | Disputa pelo bronze |     |       |           |       |
|  |                  |                  | 6                 | ITA Itália       | 185         |                  |                  |                  |     |   |                     |                     |                     |                     |     |       |           |       |
|  |                  |                  | 6                 | ITA Itália       | 185         |                  |                  |                  |     |   |                     |                     | 1                   | GBR Grã-Bretanha    | 193 |       |           |       |
|  |                  |                  |                   |                  |             |                  |                  |                  |     |   |                     |                     | 1                   | GBR Grã-Bretanha    | 193 |       |           |       |
|  |                  |                  |                   |                  |             |                  |                  |                  |     |   |                     |                     |                     |                     |     | 3     | CHN China | 206   |
|  |                  |                  |                   |                  |             |                  | 3                | CHN China        | 207 |   |                     |                     |                     |                     |     | 3     | CHN China | 206   |
|  |                  |                  |                   |                  |             |                  |                  |                  | 207 |   |                     |                     |                     |                     |     |       |           |       |
|  |                  | 2                | RUS Rússia        | 214              |             |                  |                  |                  |     |   |                     |                     |                     |                     |     |       |           |       |
|  | 7                | 2                | RUS Rússia        | 214              | TUR Turquia | 197              |                  |                  |     |   |                     |                     |                     |                     |     |       |           |       |
|  | 7                |                  |                   |                  | TUR Turquia | 197              |                  |                  |     |   |                     |                     |                     |                     |     |       |           |       |
|  | 10               | MAS Malásia      | 190               |                  |             |                  |                  |                  |     |   |                     |                     |                     |                     |     |       |           |       |
|  | 10               | MAS Malásia      | 190               |                  | 7           | TUR Turquia      | 199              |                  |     |   |                     |                     |                     |                     |     |       |           |       |
|  |                  |                  |                   |                  | 7           | TUR Turquia      | 199              |                  |     |   |                     |                     |                     |                     |     |       |           |       |
|  |                  |                  | 2                 | RUS Rússia       | 212         |                  |                  |                  |     |   |                     |                     |                     |                     |     |       |           |       |
|  |                  |                  | 2                 | RUS Rússia       | 212         |                  |                  |                  |     |   |                     |                     |                     |                     |     |       |           |       |
|  |                  |                  |                   |                  |             |                  |                  |                  |     |   |                     |                     |                     |                     |     |       |           |       |

Legenda
| Recorde mundial      | Recorde mundial (World record)               |                       | Recorde africano                      | Recorde africano (African) |                                           | Q | Classificado por posição (Qualified) |
| Recorde paralímpico  | Recorde paralímpico (Paralympic record)      | Recorde da América    | Recorde da América (Americas)         | q                          | Classificado por melhor tempo (Qualified) |   |                                      |
| Melhor marca do ano  | Melhor marca do ano (World leading)          | Recorde asiático      | Recorde asiático (Asian)              | DNS                        | Não largou (Did not start)                |   |                                      |
| Recorde nacional     | Recorde nacional (National record)           | Recorde europeu       | Recorde europeu (European)            | DNF                        | Não terminou (Did not finish)             |   |                                      |
| Recorde pessoal      | Recorde pessoal do atleta (Personal best)    | Recorde da Oceania    | Recorde da Oceania (Oceania)          | DSQ / DQ                   | Desclassificado (Disqualified)            |   |                                      |
| Recorde da temporada | Recorde da temporada do atleta (Season best) | Recorde sul-americano | Recorde sul-americano (South America) | NM                         | Sem marca (No mark)                       |   |                                      |